# Saison 2010-2011 du Club athlétique Brive Corrèze Limousin
Cette page présente la saison 2010-2011 du Club athlétique Brive Corrèze Limousin, unique club limousin engagé en Championnat de France de Top 14, et qui a participé également à l'Amlin Cup, la petite coupe d'Europe.

## Budget de la saison 2010-2011
Le budget du CA Brive pour la saison 2010-2011 est de 13 000 000 d'euros

## La saison
Mauvais départ à domicile du CAB, le 13 août, lors de la 1re journée qui encaisse 2 essais, sans en marquer un seul et perd le match contre le Racing Métro 92 18-23 tout en grapillant 1 point de bonus défensif. D'autre part Jean-Baptiste Péjoine victime d'une rupture des ligaments croisés, durant le match, sera indisponible environ six mois. Le 30 août, le club officialise la signature du demi de mêlée, pouvant jouer à l’ouverture, de l'international argentin Agustín Figuerola. Le joueur, joker médical de Péjoine, en provenance Club Atlético San Isidro, s’engage pour une saison plus une optionnelle.
Pour la seconde journée, contre l'USAP, le CAB gagne à domicile en surclassant les avants adverses.
Lors de la 3e journée, les Coujous se déplacent chez les Jaunarts d'où ils reviennent avec une sévère défaite de 9 à 33, encaissant 3 essais sans en marquer un seul.
Après une très courte défaite à l'extérieur, en marquant toutefois les 2 premiers essais de la saison, les Gaillards s'offrent, pour la 5e journée, leur premier bonus offensif de la saison contre Toulon en marquant 3 essais.
La 6e journée est tout aussi fructueuse avec 2 essais et une victoire à l'extérieur contre le Stade français lui permettant de se replacer dans le milieu du tableau.
Dépassé par un pack castrais conquérant, le CAB succombe 6 à 28 en particulier à cause de son indiscipline en encaissant 6 pénalités.
N'ayant pas su gérer son avantage au score dans les dernières minutes contre le stade toulousain le CAB se contente d'un match nul lors de la 7e journée.
Totalement stérile lors de la 8e journée, le CA Brive sombre contre la lanterne rouge à Bourgoin 3 à 18 et atteint la zone de classement dangereuse.
Le CA Brive qui termine la phase régulière et sa saison par une sévère défaite 36-10 contre le SU Agen se classe, lors de la dernière journée, 12e avec 46 points (dont 3 points de bonus offensif et 7 points de bonus défensif).
Lors de ces 26 rencontres du championnat de France, le CAB aura gagné 8 matchs, fait 2 matchs nul et perdu 16 rencontres.
Avec la 11e attaque de la phase régulière, le CA Brive aura marqué 481 points dont seulement 36 essais.
10e défense de la phase régulière, le CA Brive a encaissé 578 points dont 57 essais.
Avec 197 points marqués, le demi de mêlée Mathieu Belie termine 9e meilleur réalisateur de la phase régulière.

## Joueurs et encadrement

### Dirigeants
- Jean-Jacques Bertrand, président
- Simon Gillham, secrétaire général

### Staff technique
- Ugo Mola, entraineur en chef
- Didier Casadeï, adjoint
- Christophe Laussucq, adjoint (remercié en novembre 2010)[6]

### Effectif 2010-2011
| Nom                     | Poste                | Naissance  | Nationalité sportive | Dernier club             | Arrivée au club (année) |
| ----------------------- | -------------------- | ---------- | -------------------- | ------------------------ | ----------------------- |
| Louis Acosta            | Talonneur            | 25/05/1991 | France               | Formé au club            | 2010                    |
| Jean-Philippe Bonrepaux | Talonneur            | 07/12/1978 | France               | Béziers                  | 2007                    |
| Benoît Cabello          | Talonneur            | 27/02/1980 | France               | ASM Clermont             | 2010                    |
| Guillaume Ribes         | Talonneur            | 18/11/1984 | France               | Toulon                   | 2009                    |
| Pat Barnard             | Pilier               | 03/07/1981 | Afrique du Sud       | London Wasps             | 2009                    |
| Pablo Cardinali         | Pilier               | 22/10/1976 | Argentine            | CS Bourgoin-Jallieu      | 2010                    |
| Pablo Henn              | Pilier               | 15/07/1982 | Argentine            | US Montauban             | 2008                    |
| Pascal Idieder          | Pilier               | 05/02/1982 | France               | Auch                     | 2008                    |
| Vasil Kakovin           | Pilier               | 01/12/1989 | Géorgie              | Formé au club            | 2010                    |
| Davit Khinchaguishvili  | Pilier               | 24/07/1982 | Géorgie              | CS Bourgoin-Jallieu      | 2008                    |
| Victor Laval            | Pilier               | 27/11/1989 | France               | Formé au club            | 2010                    |
| Damian Browne           | Deuxième ligne       | 16/01/1976 | Irlande              | Northampton Saints       | 2008                    |
| Thibault Dubarry        | Deuxième ligne       | 24/11/1987 | France               | Formé au club            | 2009                    |
| Julien Le Devedec       | Deuxième ligne       | 04/06/1986 | France               | (Stade toulousain)       | 2010                    |
| Arnaud Méla             | Deuxième ligne       | 19/01/1980 | France               | SC Albi                  | 2008                    |
| Retief Uys              | Deuxième ligne       | 22/02/1979 | Afrique du Sud       | RC Narbonne              | 2009                    |
| Sébastien Vahaamahina   | Deuxième ligne       | 21/10/1991 | France               | Formé au club            | 2010                    |
| Simon Azoulai           | Troisième ligne aile | 15/06/1980 | France               | Union Bordeaux Bègles    | 2003                    |
| Antonie Claassen        | Troisième ligne      | 20/10/1984 | Afrique du Sud       | Blue Bulls               | 2008                    |
| Fabien Domingo          | Troisième ligne      | 24/09/1976 | France               | Aurillac                 | 2006                    |
| Jonathan Elgoyhen       | Troisième ligne aile | 18/12/1987 | France               | AS Béziers               | 2009                    |
| Vincent Forgues         | Troisième ligne      | 21/08/1981 | France               | Section paloise          | 2006                    |
| Jean-Baptiste Mazoué    | Troisième ligne      | 18/05/1991 | France               | Formé au club            | 2010                    |
| Alix Popham             | Troisième ligne      | 17/10/1979 | Pays de Galles       | Llanelli Scarlets        | 2008                    |
| Gerhard Vosloo          | Troisième ligne      | 10/05/1979 | Afrique du Sud       | Castres olympique        | 2008                    |
| Mathieu Belie           | Demi de mêlée        | 20/02/1988 | France               | US Montauban             | 2010                    |
| Agustín Figuerola       | Demi de mêlée        | 27/01/1985 | Argentine            | Club Atlético San Isidro | 2010                    |
| Jean-Baptiste Péjoine   | Demi de mêlée        | 17/07/1980 | France               | Stade bordelais          | 2000                    |
| Shaun Perry             | Demi de mêlée        | 04/05/1978 | Angleterre           | Bristol Rugby            | 2009                    |
| Fabrice Estebanez       | Demi d'ouverture     | 26/12/1981 | France               | UA Gaillac               | 2007                    |
| Luciano Orquera         | Demi d'ouverture     | 12/08/1981 | Italie               | Auch                     | 2006                    |
| Ronnie Cooke            | 3/4 centre           | 05/01/1984 | Afrique du Sud       | Free State Cheetahs      | 2006                    |
| Régis Lespinas          | 3/4 centre           | 06/10/1984 | France               | US Montauban             | 2010                    |
| Benoît Manteaux         | 3/4 centre           | 25/09/1989 | France               | Formé au club            | 2010                    |
| Jamie Noon              | 3/4 centre           | 09/05/1979 | Angleterre           | Newcastle Falcons        | 2009                    |
| Mathias Atayi           | 3/4 aile             | 23/10/1988 | France               | Formé au club            | 2010                    |
| Louis Dubois            | 3/4 aile             | 08/11/1988 | France               | Formé au club            | 2010                    |
| Nicolas Jeanjean        | 3/4 aile             | 13/05/1981 | France               | Stade français           | 2009                    |
| Guillaume Namy          | 3/4 aile             | 03/04/1989 | France               | Formé au club            | 2008                    |
| Viliame Waqaseduadua    | 3/4 aile             | 23/04/1983 | Fidji                | North Harbour            | 2009                    |
| Julien Caminati         | Arrière              | 28/10/1985 | France               | Nice                     | 2010                    |
| Alexis Palisson         | Arrière              | 09/09/1987 | France               | Formé au club            | 2005                    |
| Scott Spedding          | Arrière              | 04/05/1986 | Afrique du Sud       | Natal Sharks             | 2008                    |

## Calendrier[12]
| Date du match      | Domicile              | Extérieur             | Score | Lieu du match                  | Catégorie                       | Classement | Diffuseur      |
| ------------------ | --------------------- | --------------------- | ----- | ------------------------------ | ------------------------------- | ---------- | -------------- |
| 24 juillet 2010    | Stade aurillacois     | CA Brive              | 7-33  | Stade Jean-Alric               | Amical                          | -          |                |
| 31 juillet 2010    | SU Agen               | CA Brive              | 17-12 | Sainte-Foy la Grande           | Amical                          | -          |                |
| 7 août 2010        | CA Brive              | Leicester Tigers      | 29-17 | Stade Amédée-Domenech          | Amical                          | -          |                |
| 13 août 2010       | CA Brive              | Racing Métro 92       | 18-23 | Stade Amédée-Domenech          | 1re journée de Top 14           | 9          | Rugby+         |
| 20 août 2010       | CA Brive              | USA Perpignan         | 26-11 | Stade Amédée-Domenech          | 2e journée de Top 14            | 4          | Rugby+         |
| 28 août 2010       | ASM Clermont Auvergne | CA Brive              | 33-9  | Stade Marcel-Michelin          | 3e journée de Top 14            | 11         | Rugby+         |
| 1er septembre 2010 | Aviron bayonnais      | CA Brive              | 19-18 | Stade Jean-Dauger              | 4e journée de Top 14            | 12         | Rugby+         |
| 5 septembre 2010   | CA Brive              | RC Toulon             | 26-11 | Stade Amédée-Domenech          | 5e journée de Top 14            | 8          | Canal+ Sport   |
| 11 septembre 2010  | Stade Français        | CA Brive              | 27-29 | Stade Charléty                 | 6e journée de Top 14            | 6          | Rugby+         |
| 18 septembre 2010  | Castres olympique     | CA Brive              | 28-6  | Stade Pierre-Antoine           | 7e journée de Top 14            | 10         | Rugby+         |
| 25 septembre 2010  | CA Brive              | Stade toulousain      | 16-16 | Stade Amédée-Domenech          | 8e journée de Top 14            | 11         | Rugby+         |
| 2 octobre 2010     | CS Bourgoin-Jallieu   | CA Brive              | 18-3  | Stade Pierre-Rajon             | 9e journée de Top 14            | 11         | Rugby+         |
| 8 octobre 2010     | CA Brive              | Petrarca Padoue       | 32-6  | Stade Amédée-Domenech          | 1re journée de l'Amlin Cup      | 2          |                |
| 16 octobre 2010    | El Salvador Rugby     | CA Brive              | 3-116 | Estadio Pepe Rojo              | 2e journée de l'Amlin Cup       | 1          |                |
| 23 octobre 2010    | Stade rochelais       | CA Brive              | 26-21 | Stade Marcel-Deflandre         | 10e journée de Top 14           | 11         | Rugby+         |
| 30 octobre 2010    | CA Brive              | Biarritz olympique    | 21-27 | Stade Amédée-Domenech          | 11e journée de Top 14           | 11         | Rugby+         |
| 4 novembre 2010    | Montpellier HR        | CA Brive              | 35-9  | Stade Yves-du-Manoir           | 12e journée de Top 14           | 12         | Rugby+         |
| 4 décembre 2010    | CA Brive              | SU Agen               | 12-30 | Stade Amédée-Domenech          | 13e journée de Top 14           | 13         | Rugby+         |
| 11 décembre 2010   | CA Brive              | Sale Sharks           | 18-9  | Stade Amédée-Domenech          | 3e journée de l'Amlin Cup       | 1          |                |
| 20 décembre 2010   | Sale Sharks           | CA Brive              | 13-15 | Galashiels                     | 4e journée de l'Amlin Cup       | 1          |                |
| 29 décembre 2011   | Racing Métro 92       | CA Brive              | 6-6   | Stade olympique Yves-du-Manoir | 14e journée de Top 14           | 11         | Rugby+         |
| 2 janvier 2011     | USA Perpignan         | CA Brive              | 23-16 | Stade Aimé-Giral               | 15e journée de Top 14           | 12         | Rugby+         |
| 7 janvier 2011     | CA Brive              | ASM Clermont Auvergne | 29-22 | Stade Amédée-Domenech          | 16e journée de Top 14           | 12         | Canal+ Sport   |
| 14 janvier 2011    | CA Brive              | El Salvador Rugby     | 52-3  | Stade Amédée-Domenech          | 5e journée de l'Amlin Cup       | 1          |                |
| 22 janvier 2011    | Petrarca Padoue       | CA Brive              | 20-24 | -                              | 6e journée de l'Amlin Cup       | 1          |                |
| 27 janvier 2011    | CA Brive              | Aviron bayonnais      | 18-26 | Stade Amédée-Domenech          | 17e journée de Top 14           | 13         | Rugby+         |
| 12 février 2011    | RC Toulon             | CA Brive              | 22-16 | Stade Mayol                    | 18e journée de Top 14           | 13         | Canal+         |
| 18 février 2011    | CA Brive              | Stade Français        | 26-10 | Stade Amédée-Domenech          | 19e journée de Top 14           | 12         | Canal+ Sport   |
| 5 mars 2011        | CA Brive              | Castres olympique     | 12-20 | Stade Amédée-Domenech          | 20e journée de Top 14           | 12         | Rugby+         |
| 12 mars 2011       | Stade toulousain      | CA Brive              | 23-22 | Stade Ernest-Wallon            | 21e journée de Top 14           | 13         | Rugby+         |
| 26 mars 2011       | CA Brive              | CS Bourgoin-Jallieu   | 50-6  | Stade Amédée-Domenech          | 22e journée de Top 14           | 12         | Rugby+         |
| 2 avril 2011       | CA Brive              | Stade rochelais       | 26-9  | Stade Amédée-Domenech          | 23e journée de Top 14           | 12         | Rugby+         |
| 9 avril 2011       | CA Brive              | Munster               | 37-42 | Stade Amédée-Domenech          | Quarts de finale de l'Amlin Cup | Éliminé    |                |
| 16 avril 2011      | Biarritz olympique    | CA Brive              | 52-26 | Parc des sports d'Aguiléra     | 24e journée de Top 14           | 12         | Rugby+         |
| 23 avril 2011      | CA Brive              | Montpellier HRC       | 23-21 | Stade Amédée-Domenech          | 25e journée de Top 14           | 12         | Canal+ Sport   |
| 7 mai 2011         | SU Agen               | CA Brive              | 36-10 | Stade Armandie                 | 26e journée de Top 14           | 12         | Canal+, Rugby+ |

## Détails des matchs

### Statistiques collectives

#### Classement Top 14
| Rang | Club                 | J  | V  | N | D  | Em | Ee | Bo | Bd | Pm  | Pe  | Diff | Pts |
| ---- | -------------------- | -- | -- | - | -- | -- | -- | -- | -- | --- | --- | ---- | --- |
| 1    | Stade toulousain     | 26 | 17 | 1 | 8  | 62 | 33 | 7  | 5  | 664 | 485 | +179 | 82  |
| 2    | Racing 92            | 26 | 16 | 2 | 8  | 47 | 33 | 5  | 5  | 674 | 549 | +125 | 78  |
| 3    | Castres olympique    | 26 | 16 | 1 | 9  | 51 | 43 | 3  | 7  | 617 | 487 | +130 | 76  |
| 4    | ASM Clermont         | 26 | 15 | 0 | 11 | 61 | 26 | 8  | 4  | 600 | 445 | +155 | 72  |
| 5    | Biarritz olympique   | 26 | 15 | 1 | 10 | 58 | 55 | 4  | 6  | 647 | 571 | +76  | 72  |
| 6    | Montpellier HR       | 26 | 15 | 1 | 10 | 56 | 40 | 7  | 3  | 602 | 495 | +107 | 72  |
| 7    | Aviron bayonnais     | 26 | 16 | 0 | 10 | 48 | 36 | 2  | 5  | 569 | 508 | +61  | 71  |
| 8    | RC Toulon            | 26 | 15 | 0 | 11 | 44 | 34 | 4  | 6  | 559 | 469 | +90  | 70  |
| 9    | USA Perpignan        | 26 | 13 | 3 | 10 | 45 | 44 | 2  | 3  | 538 | 543 | -5   | 63  |
| 10   | SU Agen              | 26 | 11 | 1 | 14 | 48 | 70 | 2  | 3  | 534 | 677 | -143 | 51  |
| 11   | Stade français Paris | 26 | 10 | 1 | 15 | 45 | 48 | 2  | 5  | 562 | 614 | -52  | 49  |
| 12   | CA Brive             | 26 | 8  | 2 | 16 | 39 | 56 | 3  | 7  | 495 | 578 | -83  | 46  |
| 13   | Stade rochelais      | 26 | 6  | 1 | 19 | 42 | 70 | 1  | 6  | 476 | 673 | -197 | 33  |
| 14   | CS Bourgoin-Jallieu  | 26 | 2  | 0 | 24 | 32 | 90 | 0  | 3  | 379 | 822 | -443 | 11  |

#### Classement Poule 3 de Amlin Cup
| Rang | Équipe          | J | V | N | D | Em | Ee | Bo | Bd | Pm  | Pe  | Diff | Pts |
| ---- | --------------- | - | - | - | - | -- | -- | -- | -- | --- | --- | ---- | --- |
| 1    | CA Brive        | 6 | 6 | 0 | 0 | 34 | 3  | 3  | 0  | 257 | 54  | +203 | 27  |
| 2    | Sale Sharks     | 6 | 4 | 0 | 2 | 39 | 4  | 4  | 1  | 279 | 58  | +221 | 21  |
| 3    | Petrarca Padoue | 6 | 1 | 0 | 5 | 10 | 26 | 1  | 1  | 88  | 189 | -101 | 6   |
| 4    | El Salvador     | 6 | 1 | 0 | 5 | 6  | 56 | 0  | 0  | 69  | 368 | -299 | 4   |

### Statistiques individuelles

#### Statistiques par joueur
(Tableau à jour au 11 mai 2011)
| Joueur                  | Poste                | Top 14 | Top 14 | Top 14 | Top 14 | Top 14 | Top 14 | Top 14 | Top 14 | Top 14 |     | Amlin Cup | Amlin Cup | Amlin Cup | Amlin Cup | Amlin Cup | Amlin Cup | Amlin Cup | Amlin Cup | Amlin Cup |      | Total | Total | Total | Total | Total | Total | Total | Total | Total |
| Joueur                  | Poste                | TJ     | Tit.   | Rem.   | E      | T      | P      | D      | CJ     | CR     | TJ  | Tit.      | Rem.      | E         | T         | P         | D         | CJ        | CR        | TJ        | Tit. | Rem.  | E     | T     | P     | D     | CJ    | CR    |       |       |
| ----------------------- | -------------------- | ------ | ------ | ------ | ------ | ------ | ------ | ------ | ------ | ------ | --- | --------- | --------- | --------- | --------- | --------- | --------- | --------- | --------- | --------- | ---- | ----- | ----- | ----- | ----- | ----- | ----- | ----- | ----- | ----- |
| Louis Acosta            | Talonneur            | 5      | -      | 1      | -      | -      | -      | -      | -      | -      |     | -         | -         | -         | -         | -         | -         | -         | -         | -         |      | 5     | -     | 1     | -     | -     | -     | -     | -     | -     |
| Jean-Philippe Bonrepaux | Talonneur            | 795    | 10     | 11     | 3      | -      | -      | -      | -      | -      | 143 | 1         | 3         | 1         | -         | -         | -         | -         | -         | 938       | 11   | 14    | 4     | -     | -     | -     | -     | -     |       |       |
| Benoît Cabello          | Talonneur            | 501    | 5      | 8      | 2      | -      | -      | -      | -      | -      | 279 | 5         | -         | 2         | -         | -         | -         | -         | -         | 780       | 10   | 8     | 4     | -     | -     | -     | -     | -     |       |       |
| Guillaume Ribes         | Talonneur            | 762    | 11     | 5      | -      | -      | -      | -      | 1      | -      | 177 | 1         | 4         | 1         | -         | -         | -         | -         | -         | 939       | 12   | 9     | 1     | -     | -     | -     | 1     | -     |       |       |
| Pat Barnard             | Pilier               | 668    | 9      | 6      | -      | -      | -      | -      | 1      | -      | 174 | 3         | 1         | 1         | -         | -         | -         | -         | -         | 842       | 12   | 7     | 1     | -     | -     | -     | 1     | -     |       |       |
| Pablo Cardinali         | Pilier               | 908    | 12     | 10     | -      | -      | -      | -      | -      | -      | 250 | 4         | 1         | -         | -         | -         | -         | -         | -         | 1158      | 16   | 11    | -     | -     | -     | -     | -     | -     |       |       |
| Pablo Henn              | Pilier               | 659    | 10     | 7      | -      | -      | -      | -      | -      | -      | 100 | 1         | 2         | -         | -         | -         | -         | -         | -         | 759       | 11   | 9     | -     | -     | -     | -     | -     | -     |       |       |
| Pascal Idieder          | Pilier               | 465    | 5      | 8      | -      | -      | -      | -      | 1      | -      | 146 | 1         | 4         | -         | -         | -         | -         | -         | -         | 611       | 6    | 12    | -     | -     | -     | -     | 1     | -     |       |       |
| Vasil Kakovin           | Pilier               | 459    | 2      | 13     | -      | -      | -      | -      | 2      | -      | 218 | 2         | 3         | -         | -         | -         | -         | 1         | -         | 677       | 4    | 16    | -     | -     | -     | -     | 3     | -     |       |       |
| Davit Khinchaguishvili  | Pilier               | 998    | 14     | 7      | 1      | -      | -      | -      | 1      | -      | 142 | 2         | 1         | -         | -         | -         | -         | -         | -         | 1140      | 16   | 8     | 1     | -     | -     | -     | 1     | -     |       |       |
| Victor Laval            | Pilier               | 30     | -      | 1      | -      | -      | -      | -      | -      | -      | 90  | 1         | 2         | -         | -         | -         | -         | -         | -         | 120       | 1    | 3     | -     | -     | -     | -     | -     | -     |       |       |
| Damian Browne           | Deuxième ligne       | 936    | 9      | 9      | 2      | -      | -      | -      | -      | -      | 307 | 5         | -         | -         | -         | -         | -         | -         | -         | 1243      | 14   | 9     | 2     | -     | -     | -     | -     | -     |       |       |
| Thibault Dubarry        | Deuxième ligne       | 940    | 13     | 6      | -      | -      | -      | -      | 1      | -      | 319 | 4         | 3         | -         | -         | -         | -         | -         | -         | 1259      | 17   | 9     | -     | -     | -     | -     | 1     | -     |       |       |
| Julien Le Devedec       | Deuxième ligne       | 743    | 8      | 8      | -      | -      | -      | -      | -      | -      | 413 | 6         | -         | -         | -         | -         | -         | -         | -         | 1156      | 14   | 8     | -     | -     | -     | -     | -     | -     |       |       |
| Arnaud Méla             | Deuxième ligne       | 1098   | 17     | 4      | 1      | -      | -      | -      | 1      | -      | 92  | -         | 4         | -         | -         | -         | -         | -         | -         | 1190      | 17   | 8     | 1     | -     | -     | -     | 1     | -     |       |       |
| Retief Uys              | Deuxième ligne       | 791    | 11     | 6      | 2      | -      | -      | -      | -      | -      | 152 | 2         | 1         | 1         | -         | -         | -         | -         | -         | 943       | 13   | 7     | 3     | -     | -     | -     | -     | -     |       |       |
| Sébastien Vahaamahina   | Deuxième ligne       | 30     | -      | 1      | -      | -      | -      | -      | -      | -      |     | -         | -         | -         | -         | -         | -         | -         | -         | 30        | -    | 1     | -     | -     | -     | -     | -     | -     |       |       |
| Simon Azoulai           | Troisième ligne aile | 868    | 11     | 5      | 1      | -      | -      | -      | -      | -      | 241 | 2         | 2         | -         | -         | -         | -         | -         | -         | 1109      | 13   | 7     | 1     | -     | -     | -     | -     | -     |       |       |
| Antonie Claassen        | Troisième ligne      | 1883   | 23     | 2      | 2      | -      | -      | -      | 2      | -      | 250 | 3         | 2         | 1         | -         | -         | -         | -         | -         | 2133      | 26   | 4     | 3     | -     | -     | -     | 2     | -     |       |       |
| Fabien Domingo          | Troisième ligne      | 334    | 4      | 4      | -      | -      | -      | -      | -      | -      | 201 | 2         | 2         | 1         | -         | -         | -         | -         | -         | 535       | 6    | 6     | 1     | -     | -     | -     | -     | -     |       |       |
| Jonathan Elgoyhen       | Troisième ligne      | -      | -      | -      | -      | -      | -      | -      | -      | -      | 179 | 2         | 1         | 5         | -         | -         | -         | -         | -         | 179       | 2    | 1     | 5     | -     | -     | -     | -     | -     |       |       |
| Vincent Forgues         | Troisième ligne      | 171    | 1      | 3      | -      | -      | -      | -      | -      | -      | 178 | 3         | -         | -         | -         | -         | -         | -         | -         | 349       | 4    | 3     | -     | -     | -     | -     | -     | -     |       |       |
| Jean-Baptiste Mazoué    | Troisième ligne aile | 80     | 1      | -      | -      | -      | -      | -      | -      | -      | -   | -         | -         | -         | -         | -         | -         | -         | -         | 80        | 1    | -     | -     | -     | -     | -     | -     | -     |       |       |
| Alix Popham             | Troisième ligne      | 983    | 13     | 3      | -      | -      | -      | -      | -      | -      | 182 | 1         | 3         | 1         | -         | -         | -         | -         | -         | 1165      | 14   | 6     | 1     | -     | -     | -     | -     | -     |       |       |
| Gerhard Vosloo          | Troisième ligne      | 1546   | 19     | 3      | 5      | -      | -      | -      | -      | -      | 259 | 5         | -         | -         | -         | -         | -         | -         | -         | 1805      | 24   | 3     | 5     | -     | -     | -     | -     | -     |       |       |
| Mathieu Belie           | Demi de mêlée        | 1575   | 23     | 2      | 1      | 21     | 50     | -      | 1      | -      | 317 | 4         | 1         | -         | 4         | 3         | -         | -         | -         | 1892      | 27   | 3     | 1     | 25    | 53    | -     | 1     | -     |       |       |
| Agustín Figuerola       | Demi de mêlée        | 388    | 4      | 8      | 1      | 1      | -      | -      | -      | -      | 201 | 3         | -         | -         | -         | -         | -         | -         | -         | 589       | 7    | 8     | 1     | 1     | -     | -     | -     | -     |       |       |
| Jean-Baptiste Péjoine   | Demi de mêlée        | 3      | 1      | -      | -      | -      | -      | -      | -      | -      | -   | -         | -         | -         | -         | -         | -         | -         | -         | 3         | 1    | -     | -     | -     | -     | -     | -     | -     |       |       |
| Shaun Perry             | Demi de mêlée        | 582    | 4      | 11     | 1      | -      | -      | -      | -      | -      | 185 | 1         | 4         | 2         | -         | -         | -         | -         | -         | 767       | 5    | 15    | 3     | -     | -     | -     | -     | -     |       |       |
| Fabrice Estebanez       | Demi d'ouverture     | 1767   | 22     | 1      | 2      | -      | 1      | 1      | 1      | -      | 191 | 3         | -         | 1         | -         | -         | -         | -         | -         | 1958      | 25   | 1     | 3     | -     | 1     | 1     | 1     | -     |       |       |
| Luciano Orquera         | Demi d'ouverture     | 432    | 5      | 5      | -      | -      | -      | -      | -      | -      | 85  | 1         | 1         | -         | -         | -         | -         | -         | -         | 517       | 6    | 6     | -     | -     | -     | -     | -     | -     |       |       |
| Ronnie Cooke            | Centre               | 1498   | 20     | -      | 5      | -      | -      | -      | -      | -      | 161 | 3         | -         | -         | -         | -         | -         | -         | -         | 1659      | 23   | -     | 5     | -     | -     | -     | -     | -     |       |       |
| Régis Lespinas          | Centre               | 819    | 9      | 9      | 1      | -      | -      | -      | -      | -      | 429 | 4         | 2         | 1         | -         | -         | -         | -         | -         | 1248      | 13   | 13    | 2     | -     | -     | -     | -     | -     |       |       |
| Benoît Manteaux         | Centre               | -      | -      | -      | -      | -      | -      | -      | -      | -      | 191 | 2         | 1         | -         | -         | -         | -         | -         | -         | 191       | 2    | 1     | -     | -     | -     | -     | -     | -     |       |       |
| Jamie Noon              | Centre               | 1636   | 21     | 1      | 1      | -      | -      | -      | 1      | -      | 240 | 3         | -         | -         | -         | -         | -         | 1         | -         | 1876      | 24   | 1     | 1     | -     | -     | -     | 2     | -     |       |       |
| Mathias Atayi           | Ailier               | 468    | 6      | 2      | -      | -      | -      | -      | 1      | -      | 361 | 5         | -         | 2         | -         | -         | -         | -         | -         | 829       | 11   | 2     | 2     | -     | -     | -     | 1     | -     |       |       |
| Louis Dubois            | Ailier               | -      | -      | -      | -      | -      | -      | -      | -      | -      | 160 | 2         | -         | -         | -         | -         | -         | -         | -         | 160       | 2    | -     | -     | -     | -     | -     | -     | -     |       |       |
| Nicolas Jeanjean        | Ailier               | 753    | 10     | 2      | -      | -      | -      | -      | 1      | -      | 107 | 1         | 1         | 5         | -         | -         | -         | -         | -         | 860       | 11   | 3     | 5     | -     | -     | -     | 1     | -     |       |       |
| Guillaume Namy          | Ailier               | 112    | 1      | 1      | 1      | -      | -      | -      | -      | -      | 91  | 2         | -         | -         | -         | -         | -         | -         | -         | 203       | 3    | 1     | 1     | -     | -     | -     | -     | -     |       |       |
| Viliame Waqaseduadua    | Ailier               | 435    | 6      | -      | -      | -      | -      | -      | -      | -      | 65  | -         | 1         | 1         | -         | -         | -         | -         | -         | 500       | 6    | 1     | 1     | -     | -     | -     | -     | -     |       |       |
| Julien Caminati         | Arrière              | 929    | 11     | 2      | 3      | 4      | 20     | -      | 2      | -      | 441 | 6         | -         | 5         | 22        | 11        | -         | -         | -         | 1370      | 17   | 2     | 8     | 26    | 31    | -     | 2     | -     |       |       |
| Alexis Palisson         | Arrière              | 1794   | 22     | 2      | 4      | 4      | 8      | -      | -      | -      | 279 | 3         | 1         | 4         | 5         | -         | -         | -         | -         | 2073      | 25   | 3     | 8     | 9     | 8     | -     | -     | -     |       |       |
| Scott Spedding          | Arrière              | 1352   | 17     | 4      | -      | -      | -      | -      | 1      | -      | 404 | 6         | 1         | 3         | -         | -         | -         | -         | -         | 1756      | 23   | 5     | 3     | -     | -     | -     | 1     | -     |       |       |

#### Statistiques par réalisateur
Classement des meilleurs réalisateurs en Top 14
| Rang | Joueur                  | Poste                    | Points | Essais | Transf. | Pén. | Drops |
| ---- | ----------------------- | ------------------------ | ------ | ------ | ------- | ---- | ----- |
| 1    | Mathieu Belie           | Demi de mêlée            | 197    | 1      | 21      | 50   | -     |
| 2    | Julien Caminati         | Arrière, Ailier          | 83     | 3      | 4       | 20   | -     |
| 3    | Alexis Palisson         | Arrière, Ailier          | 52     | 4      | 4       | 8    | -     |
| 4    | Gerhard Vosloo          | Troisième ligne          | 25     | 5      | -       | -    | -     |
| -    | Ronnie Cooke            | Ailier                   | 25     | 5      | -       | -    | -     |
| 6    | Fabrice Estebanez       | Demi d'ouverture, Centre | 16     | 2      | -       | 1    | 1     |
| 7    | Jean-Philippe Bonrepaux | Talonneur                | 15     | 3      | -       | -    | -     |

Classement des meilleurs réalisateurs en Amlin Cup
| Rang | Joueur            | Poste           | Points | Essais | Transf. | Pén. | Drops |
| ---- | ----------------- | --------------- | ------ | ------ | ------- | ---- | ----- |
| 1    | Julien Caminati   | Arrière, Ailier | 102    | 5      | 22      | 11   | -     |
| 2    | Alexis Palisson   | Arrière, Ailier | 30     | 4      | 5       | -    | -     |
| 3    | Jonathan Elgoyhen | Troisième ligne | 25     | 5      | -       | -    | -     |
| -    | Nicolas Jeanjean  | Ailier          | 25     | 5      | -       | -    | -     |
| 5    | Mathieu Belie     | Demi de mêlée   | 17     | -      | 4       | 3    | -     |
| 6    | Scott Spedding    | Arrière         | 15     | 3      | -       | -    | -     |

#### Statistiques par marqueur
| Rang  | Joueur                  | Poste                    | Top 14    | Amlin Cup | TOTAL     |
| ----- | ----------------------- | ------------------------ | --------- | --------- | --------- |
| 1     | Alexis Palisson         | Ailier, Arrière          | 4         | 4         | 8 essais  |
| 1     | Julien Caminati         | Ailier, Arrière          | 3         | 5         | 8 essais  |
| 3     | Gerhard Vosloo          | Troisième ligne          | 5         | -         | 5 essais  |
| 3     | Ronnie Cooke            | Ailier                   | 5         | -         | 5 essais  |
| 3     | Jonathan Elgoyhen       | Troisième ligne          | -         | 5         | 5 essais  |
| 3     | Nicolas Jeanjean        | Ailier                   | -         | 5         | 5 essais  |
| 7     | Jean-Philippe Bonrepaux | Talonneur                | 3         | 1         | 4 essais  |
| 7     | Benoît Cabello          | Talonneur                | 2         | 2         | 4 essais  |
| 9     | Retief Uys              | Talonneur                | 2         | 1         | 3 essais  |
| 9     | Antonie Claassen        | Troisième ligne          | 2         | 1         | 3 essais  |
| 9     | Fabrice Estebanez       | Demi d'ouverture, Centre | 2         | 1         | 3 essais  |
| 9     | Shaun Perry             | Demi de mêlée            | 1         | 2         | 3 essais  |
| 9     | Scott Spedding          | Arrière                  | -         | 3         | 3 essais  |
| 14    | Damian Browne           | Deuxième ligne           | 2         | -         | 2 essais  |
| 14    | Régis Lespinas          | Demi d'ouverture, Centre | 1         | 1         | 2 essais  |
| 14    | Mathias Atayi           | Ailier                   | -         | 2         | 2 essais  |
| 17    | Davit Khinchaguishvili  | Pilier                   | 1         | -         | 1 essai   |
| 17    | Arnaud Méla             | Deuxième ligne           | 1         | -         | 1 essai   |
| 17    | Simon Azoulai           | Troisième ligne          | 1         | -         | 1 essai   |
| 17    | Mathieu Belie           | Demi de mêlée            | 1         | -         | 1 essai   |
| 17    | Agustin Figuerola       | Demi de mêlée            | 1         | -         | 1 essai   |
| 17    | Jamie Noon              | Centre                   | 1         | -         | 1 essai   |
| 17    | Guillaume Namy          | Ailier                   | 1         | -         | 1 essai   |
| 17    | Guillaume Ribes         | Talonneur                | -         | 1         | 1 essai   |
| 17    | Pat Barnard             | Pilier                   | -         | 1         | 1 essai   |
| 17    | Fabien Domingo          | Deuxième ligne           | -         | 1         | 1 essai   |
| 17    | Alix Popham             | Troisième ligne          | -         | 1         | 1 essai   |
| 17    | Viliame Waqaseduadua    | Ailier                   | -         | 1         | 1 essai   |
| Total | -                       | 28 marqueurs             | 39 essais | 38 essais | 77 essais |

### Joueurs en sélections internationales
| Joueur                 | Poste                    | Pays    | Compétition                                         | Sélections (points) |
| ---------------------- | ------------------------ | ------- | --------------------------------------------------- | ------------------- |
| Vasil Kakovin          | Pilier                   | Géorgie | Championnat européen des nations, Coupe des nations | 7(0)                |
| Davit Khinchaguishvili | Pilier                   | Géorgie | Championnat européen des nations, Tests Match       | 5(0)                |
| Fabrice Estebanez      | Demi d'ouverture, Centre | France  | Tests Match, Tournoi des Six Nations 2011           | 4(0)                |
| Alexis Palisson        | Arrière, Ailier          | France  | Tests Match, Tournoi des Six Nations 2011           | 5(0)                |
| Luciano Orquera        | Demi d'ouverture         | Italie  | Tests Match, Tournoi des Six Nations 2011           | 8(3)                |

### Affluences
Lors de la saison 2010-2011, les affluences au Stade Amédée-Domenech connaissent une légère hausse par rapport à 2009-2010. La plus importante affluence est enregistrée lors de la venue du Stade toulousain, champion d’Europe en titre, pour le compte de la 8e journée. En Top 14, l'affluence totale du club s'élève à 121 961 spectateurs, ce qui en fait la 12e du Championnat. Avec les matches de Challenge Européen, la moyenne de fréquentation est de 8 267 spectateurs par match.
Affluence du CA Brive à domicile.

## Feuilles de matchs
1. ↑  « Feuille de match CA Brive – Racing Métro 92 », sur lnr.fr (consulté le 16 août 2010).
2. ↑  « Feuille de match CA Brive – USA Perpignan », sur lnr.fr (consulté le 24 août 2010).
3. ↑  « Feuille de match ASM Clermont Auvergne – CA Brive », sur lnr.fr (consulté le 29 août 2010).
4. ↑  « Feuille de match Aviron bayonnais - CA Brive », sur lnr.fr (consulté le 2 septembre 2010).
5. ↑  « Feuille de match CA Brive – RC Toulon », sur lnr.fr (consulté le 7 septembre 2010).
6. ↑  « Feuille de match Stade français – CA Brive », sur lnr.fr (consulté le 14 septembre 2010).
7. ↑  « Feuille de match Castres olympique - CA Brive », sur lnr.fr (consulté le 19 septembre 2010).
8. ↑  « Feuille de match CA Brive – Stade toulousain », sur lnr.fr (consulté le 27 septembre 2010).
9. ↑  « Feuille de match CS Bourgoin-Jallieu – CA Brive », sur lnr.fr (consulté le 3 octobre 2010).
10. ↑  « Feuille de match CA Brive – Petrarca Padoue », sur itsrugby.fr (consulté le 12 octobre 2010).
11. ↑  « Feuille de match El Salvador - CA Brive », sur itsrugby.fr (consulté le 17 octobre 2010).
12. ↑  « Feuille de match Stade rochelais - CA Brive », sur lnr.fr (consulté le 26 octobre 2010).
13. ↑  « Feuille de match CA Brive - Biarritz olympique », sur lnr.fr (consulté le 2 novembre 2010).
14. ↑  « Feuille de match Montpellier HRC - CA Brive », sur lnr.fr (consulté le 6 novembre 2010).
15. ↑  « Feuille de match CA Brive – SU Agen », sur lnr.fr (consulté le 7 décembre 2010).
16. ↑  « Feuille de match CA Brive – Sale Sharks », sur itsrugby.fr (consulté le 14 décembre 2010).
17. ↑  « Feuille de match Sale Sharks - CA Brive », sur itsrugby.fr (consulté le 23 décembre 2010).
18. ↑  « Feuille de match Racing Métro 92 - CA Brive », sur lnr.fr (consulté le 31 décembre 2010).
19. ↑  « Feuille de match USA Perpignan - CA Brive », sur lnr.fr (consulté le 4 janvier 2011).
20. ↑  « Feuille de match CA Brive – ASM Clermont », sur lnr.fr (consulté le 11 janvier 2011).
21. ↑  « Feuille de match CA Brive - El Salvador Rugby », sur itsrugby.fr (consulté le 15 janvier 2011).
22. ↑  « Feuille de match Petrarca Padoue - CA Brive », sur itsrugby.fr (consulté le 25 janvier 2011).
23. ↑  « Feuille de match CA Brive – Aviron bayonnais », sur lnr.fr (consulté le 29 janvier 2011).
24. ↑  « Feuille de match RC Toulon - CA Brive », sur lnr.fr (consulté le 15 février 2011).
25. ↑  « Feuille de match CA Brive – Stade français », sur lnr.fr (consulté le 20 février 2011).
26. ↑  « Feuille de match CA Brive - Castres olympique », sur lnr.fr (consulté le 8 mars 2011).
27. ↑  « Feuille de match Stade toulousain – CA Brive », sur lnr.fr (consulté le 15 mars 2011).
28. ↑  « Feuille de match CA Brive – CS Bourgoin-Jallieu », sur lnr.fr (consulté le 28 mars 2011).
29. ↑  « Feuille de match CA Brive – Stade rochelais », sur lnr.fr (consulté le 4 avril 2011).
30. ↑  « Feuille de match Biarritz olympique - CA Brive », sur lnr.fr (consulté le 17 avril 2011).
31. ↑  « Feuille de match CA Brive – Montpellier HRC », sur lnr.fr (consulté le 24 avril 2011).
32. ↑  « Feuille de match SU Agen - CA Brive », sur lnr.fr (consulté le 9 mai 2011).